# Wiata lysa
Wiata lysa är en insektsart som beskrevs av Irena Dworakowska 1981. Wiata lysa ingår i släktet Wiata och familjen dvärgstritar.
Artens utbredningsområde är Nigeria. Inga underarter finns listade i Catalogue of Life.